# Église de la Sainte-Trinité de Cerovac
Pour les articles homonymes, voir Église de la Sainte-Trinité.
L'église de la Sainte-Trinité de Cerovac (en serbe cyrillique : Црква Свете Тројице у Церовцу ; en serbe latin : Crkva Svete Trojice u Cerovcu) est une église orthodoxe serbe située à Cerovac, dans la municipalité de Smederevska Palanka et dans le district de Podunavlje, en Serbie. Elle est inscrite sur la liste des monuments culturels protégés de la république de Serbie (identifiant no SK 2235),,.
La vieille école, près de l'église, est également classée.

## Présentation
L'église et la vieille école forment un ensemble typique de l'architecture de la première moitié du XIXe siècle.  

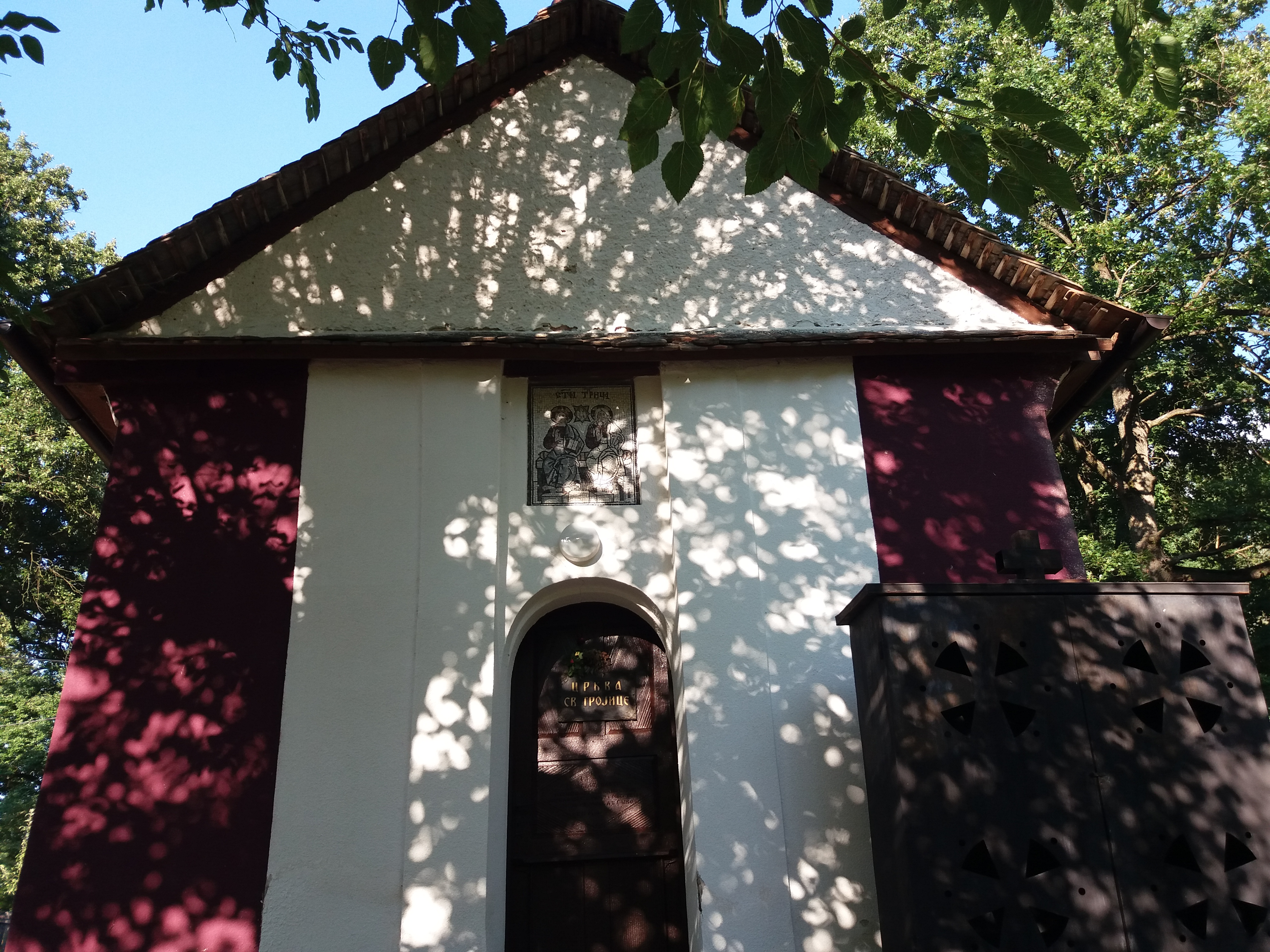
Le portail d'entrée de l'église.

Selon la tradition, l'église en bois de Cerovac a été construite en 1822 ; elle est située dans une forêt à l'extérieur du village, là où les habitants trouvaient refuge au moment du Premier soulèvement serbe contre les Ottomans. Plus tard, les murs en rondins ont été recouverts de briques et enduits de mortier ; à l'intérieur, les murs ont eux aussi été enduits de plusieurs couches de mortier. L'église est constituée d'une nef unique prolongée par une abside demi-circulaire ; des chapelles latérales ont été ajoutées par la suite. À l'intérieur, une inscription témoigne du fait que l'édifice a été rénové en 1860. Le toit était à l'origine recouverts de bardeaux, aujourd'hui remplacés par des plaques de tôle et des tuiles. 
La partition du maître-autel, richement sculptée et dorée, abrite des icônes de Dimitrije Posniković datant de la seconde moitié du XIXe siècle.
La cour de l'église abrite un grand nombre de tombes dont les plus anciennes datent de 1825 et 1826. Dans l'église elle-même se trouve une plaque commémorative installée en 1922 en l'honneur des habitants de Cerovac morts pendant les guerres entre 1912 et 1919,.
La vieille école, située près de l'église, est un bâtiment caractéristique de l'architecture traditionnelle. De plan rectangulaire, elle se présente comme une maison avec un porche d'entrée et un foyer ouvert avec une cheminée. Ses murs reposent sur une base en pierre et ils sont construits selon la technique des colombages avec un remplissage de boue et de paille mêlées ; elle est composée d'une grande pièce centrale et de deux pièces latérales. Elle a servi d'école de 1840 à 1860.

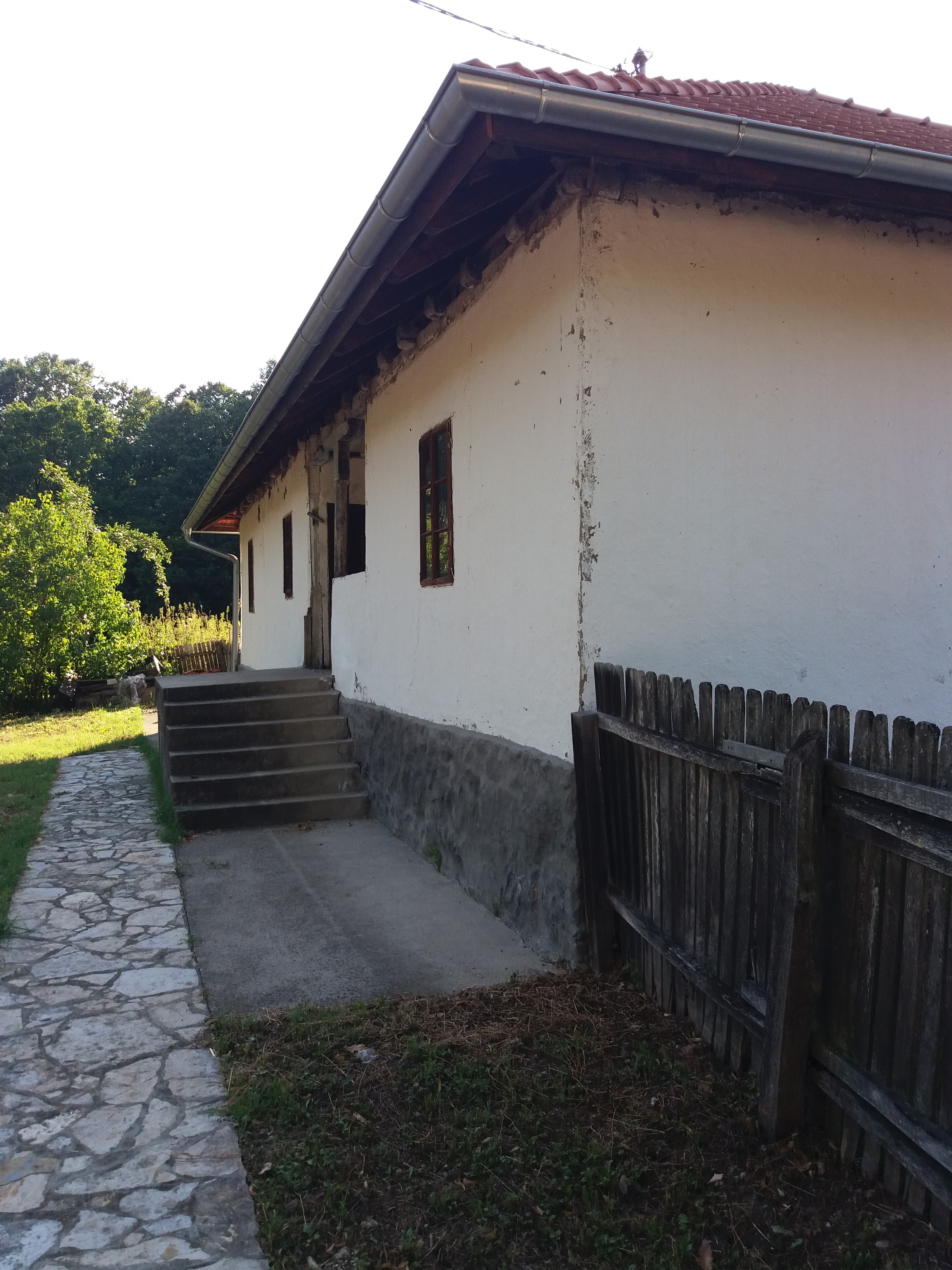
Vue de la vieille école.